# Blanche de Namur
Blanche de Namur is een Belgisch bier.
Het bier wordt gebrouwen door Brasserie du Bocq te Purnode.

## Achtergrond
Blanche de Namur, of Blanche van Namen, leefde in de 14e eeuw en was de dochter van Jan I van Namen en Maria van Artesië. Zij huwde met Magnus Erikson, koning van Zweden en Noorwegen. In 1335 vertrok ze naar Scandinavië en zou nooit meer terugkeren. Dit bier is opgedragen aan haar.

## Het bier
Blanche de Namur is een witbier met een alcoholpercentage van 4,5%.

## Prijzen
- 2008, 2009 en 2010: zilver op de Australian International Beer Awards in de categorie Belgian Style Witbiers.
- In 2009 werd Blanche de Namur uitgeroepen tot werelds beste witbier op de World Beer Awards.[1]
- In 2012 werd Blanche de Namur uitgeroepen tot Best Belgian Beer of Wallonia in de categorie Bières blanches.[2]
- 2012 - gouden medaille op de World Beer Awards in de categorie Europe's Best Belgian Style Witbier.
- Brussels Beer Challenge 2012 - bronzen medaille in de categorie Wheat: Witbier
- Australian International Beer Awards 2013 – bronzen medaille in de categorie Other Wheat Beer